# Phocini
Phocini – plemię ssaków płetwonogich z podrodziny Phocinae w obrębie rodziny fokowatych (Phocidae).

## Podział systematyczny
Do plemienia należą następujące występujące współcześnie rodzaje:
- Halichoerus S. Nilsson, 1820 – szarytka – jedynym przedstawicielem jest Halichoerus grypus (Fabricius, 1791) – szarytka morska
- Histriophoca Gill, 1873 – kajgulik – jedynym żyjącym współcześnie przedstawicielem jest Histriophoca fasciata (A.E.W. von Zimmermann, 1783) – kajgulik pręgowany
- Pagophilus J.E. Gray, 1844 – lodofoka – jedynym przedstawicielem jest Pagophilus groenlandicus (Erxleben, 1777) – lodofoka grenlandzka
- Phoca Linnaeus, 1758 – foka
- Pusa Scopoli, 1771 – nerpa

Opisano również rodzaj wymarły:
- Plantopusa Koretsky & Rahmat, 2021[19] – jedynym przedstawicielem był Plantopusa semenovi Koretsky & Rahmat, 2021